# Gary D.
Gerald Malke, mais conhecido por Gary D (Hamburgo, 1964 - 3 de setembro de 2016), foi um DJ alemão.

## Carreira
Começou a sua carreira como DJ quando tinha apenas 16 anos, em 1980. 
Em 1988, teve os seus primeiros contatos com a Música “House” e “Acid” e começou a tocar em Clubes.
Gary D ficou cada vez mais envolvido com a Música “House” e “Techno” e começou a mixar num Clube chamado “Unit Club”. Depois da “Unit Club” ter encerrado em 1994, mudou-se para outro Clube chamado “Tunnel”.
Tocou em eventos internacionais e na Alemanha.
Desde 1995, começou a tocar na Suiça, nos Clubes “Alcatraz” e “Oxa”, e participou em eventos como “Goliath”. 
Esteve na Holanda, atuando no “Qlimax 2002” no “Thialf Stadium” (Heerenveen), com um público de 20.000 pessoas.[carece de fontes?]
Morreu em 2 de setembro de 2016.

## Músicas de sua criação
- Elevate Your Mind
- Overload
- Trancemission
- Special Megamix D - Trance 7
- Special Megamix D - Trance 9